# Ernest Mabwa
Ernest Powell Mabwa est un boxeur ougandais né le 26 janvier 1941.

## Carrière
Ernest Mabwa remporte la médaille d'or dans la catégorie des poids welters aux championnats d'Afrique de boxe amateur 1962 au Caire, puis la médaille de bronze dans la même catégorie aux championnats d'Afrique d'Accra en 1964.
Aux Jeux olympiques d'été de 1964 à Tokyo, il est éliminé en quarts de finale dans la catégorie des poids welters par le Soviétique Ričardas Tamulis.
Il remporte la médaille d'argent dans la catégorie des poids super-welters aux championnats d'Afrique de boxe amateur 1968 à Lusaka.